# Die Abenteuer des Monsieur Vidocq
Die Abenteuer des Monsieur Vidocq (Les Nouvelles Aventures de Vidocq) ist eine französische Fernsehserie, die von Januar 1971 bis Dezember 1973 vom französischen Fernsehsender ORTF ausgestrahlt wurde.

## Handlung
Die Fernsehserie wurde nach Motiven aus den Memoiren von Eugène François Vidocq erstellt und stellt die Abenteuer des früheren Gefängnisinsassen, der zum Polizisten wird, dar. Sie spielt Anfang des 19. Jahrhunderts.

## Episodenliste
1. La caisse de fer (Erstausstrahlung: 5. Januar 1971; in Deutschland: 11. September 1971)
2. Les trois crimes de Vidocq (Erstausstrahlung: 12. Januar 1971; in Deutschland: 25. September 1971)
3. Les chevaliers de la nuit (Erstausstrahlung: 19. Januar 1971; in Deutschland: 9. Oktober 1971)
4. Les chauffeurs du Nord (Erstausstrahlung: 16. Februar 1971; in Deutschland: 23. Oktober 1971)
5. Échec à Vidocq (Erstausstrahlung: 23. Februar 1971; in Deutschland: 6. November 1971)
6. Les banquiers du crime (Erstausstrahlung: 2. März 1971; in Deutschland: 20. November 1971)
7. La bande à Vidocq (Erstausstrahlung: 29. Oktober 1973; in Deutschland: 22. Januar 1976)
8. Les assassins de l’empereur (Erstausstrahlung: 5. November 1973; in Deutschland: 29. Januar 1976)
9. Les bijoux du roi (Erstausstrahlung: 12. November 1973; in Deutschland: 5. Februar 1976)
10. Vidocq et l’archange (Erstausstrahlung: 19. November 1973; in Deutschland: 12. Februar 1976)
11. Les deux colonels (Erstausstrahlung: 26. November 1973; in Deutschland: 19. Februar 1976)
12. L’épingle noire (Erstausstrahlung: 3. Dezember 1973; in Deutschland: 26. Februar 1976)
13. Vidocq et compagnie (Erstausstrahlung: 10. Dezember 1973; in Deutschland: 4. März 1976)